# Michel Ringeval (homme d'affaires)
Cet article concerne l'homme d'affaires. Pour le joueur et entraîneur de rugby à XV, voir Michel Ringeval (rugby à XV).
 (décembre 2024).
Si vous disposez d'ouvrages ou d'articles de référence ou si vous connaissez des sites web de qualité traitant du thème abordé ici, merci de compléter l'article en donnant les références utiles à sa vérifiabilité et en les liant à la section « Notes et références ».
Michel Ringeval, né le 13 août 1932 à Saint-Quentin (Aisne) et mort le 17 janvier 2009 à Égly (Essonne), est un homme d'affaires, voyageur et constructeur français, spécialiste du Proche-Orient.

## Biographie

### Enfance et famille
Michel Jean Guillaume Ringeval est le fils de Charles et Joséphine Ringeval (née Tynevez), négociants.
Par son père Charles, né en 1892 à Remigny (Aisne) et survivant de la Bataille de Verdun, Michel Ringeval vient d'une famille du Nord riche en hommes d'action. Charles était notamment cousin d'Augustin Ringeval (1882-1967), un des premiers coureurs cyclistes professionnels (2e de Bordeaux-Paris et du Bol d'Or en 1907, 4e de Milan-San Remo et de Paris-Roubaix en 1908, 6e du Tour de France 1905), né à Aubigny-aux-Kaisnes près de Remigny.
Son parent éloigné et homonyme, Michel Ringeval (né à Lourdes en 1943), rugbyman et entraîneur de l'AS Montferrandaise dans les années 1980, a récolté deux victoires en finale du Challenge Yves du Manoir.
À la naissance de Michel, son père Charles Ringeval, établi comme marchand de vins en 1925 à Saint-Quentin, était devenu importateur de vins d'Algérie par pinardiers (navires cargos de vin). Il était d'autre part juge consulaire au Tribunal de commerce et aux Prudhommes de Saint-Quentin, et fut cofondateur et Président du Rotary Club de la ville.
Michel Ringeval reçut d'autre part le goût de l'étude et des langues à la fois par sa mère, bretonne bretonnante née en 1901 à Ploubezre (Côtes-d'Armor), reçue première de son département au Certificat d'études en 1914, et par la mère de son père Charles, qui était l'institutrice du village de Remigny.
Michel Ringeval a épousé Nicole Steinbauer à Saint-Quentin. Ils ont eu trois enfants : Marianne (née en 1959), Florence (née en 1964) et Emmanuelle (née en 1970).

### Études et Carrière
Admis, après une classe préparatoire au Collège de Juilly, à HEC Paris, Michel Ringeval sert en Algérie comme sous-lieutenant pendant la Guerre d'indépendance. Il y contracte le goût de l'Orient et le mépris du risque.
Au retour en métropole, il entre dans la publicité à l'agence Synergie à Paris. Une campagne nationale pour les aliments pour bébés dans la presse magazine, signée Ringeval, met en scène son épouse Nicole et sa fille Marianne.
À Saint-Quentin, Michel imagine pour l'entreprise de son père les marques de vins « Monplaisir » et « Royal Plaisir », lancées par une campagne régionale de publicité au cinéma.
Michel Ringeval prend alors l'habitude de s'enquérir sur la profession d'une nouvelle connaissance par la question : « Qu'est ce que tu vends ? - Moi, du vent! » Le directeur de l'agence Synergie lui fait alors la remarque qu'il devrait s'intéresser à mettre son talent à vendre quelque chose de beaucoup plus lourd, le plus important possible : par exemple, « des locomotives ». Michel Ringeval voit alors encore beaucoup plus grand que les locomotives : il décide de se concentrer sur la commercialisation d'ensembles d'habitation construits de manière modulaire, et si possible de villes entières.

### La construction modulaire en France et au Proche-Orient
Après avoir représenté dans les années 1960 les plus grands constructeurs français de construction industrialisée de logements (alors appelés « pré-fabriqués »), Michel Ringeval se lance à son compte en 1970. Il crée à Valence la marque de maisons mobiles Maisons nouvelles avec l'architecte Claude Richard et passe lui-même à la fabrication.
Le ralentissement de la construction en France, à la suite de la crise du pétrole de 1973-1974, et le déplacement corrélatif des capitaux vers le Proche-Orient le conduisent toutefois rapidement à réorienter sa prospection vers l'Iran. L'ampleur sans précédent des marchés pour les bases de vie d'exploration pétrolière au Proche-Orient le conduit alors à rechercher un constructeur disposant d'un outil industriel de taille mondiale. Son choix se porte sur le groupe français Algeco, l'autre leader mondial étant l'américain Portakabin. Algeco sera ensuite repris par le conglomérat allemand Preussag qui continuera à confier sa représentation à Michel Ringeval.
La Révolution islamique iranienne de 1978 pousse rapidement Michel Ringeval à quitter l'Iran et à diriger ses efforts vers l'Irak. Il y développe au début des années 1980, avec un associé local, la construction modulaire dans l'industrie pétrolière alors en plein boom.
Le développement de la Guerre Iran-Irak amène enfin Michel Ringeval à transférer ses activités en Arabie saoudite. Il y poursuivra, dans les années 1980, la planification, la négociation et la réalisation de bases de vie modulaires pouvant compter jusqu'à plusieurs dizaines de milliers de personnes.

### Recherches sur l'Arabie du Sud
Michel Ringeval s'imprègne de la culture arabique et approfondit sa connaissance des langues sémitiques. Il sillonne alors en particulier, pendant de nombreuses années, la région sud-ouest de l'Arabie saoudite, l'Asir. Montagneuse, limitrophe du Yémen et de l'Océan Indien au Sud, l'Asir atteint le Nord de la Jordanie.
Dans cette contrée de civilisation extrêmement ancienne, Michel Ringeval croit reconnaître une toponymie biblique. La région est au carrefour entre la corne de l'Afrique et le "croissant fertile" proche-oriental: selon lui c'est un creuset important, mais méconnu, de plusieurs grandes civilisations retracées dans la Bible. Inversement, partout en Méditerranée, la toponymie de l'Asir se retrouverait, selon les recherches menées par Michel Ringeval, depuis l'époque antique : signe de l'influence du peuple qu'il appellera les "Amor" (racine sémitique amr).
Cet ancien peuple de marchands, hardis navigateurs et caravaniers émérites, serait peut-être, selon lui, à l'origine des traditions présentant Ismaël et Isaac comme les ancêtres fondateurs des deux peuples du Livre, mais aussi des Phéniciens. Ces axes forment le thème du livre inédit auquel Michel Ringeval a mis la dernière main dans sa retraite française d'Arpajon, en 2008 : "La Vallée des Origines".
Michel Ringeval est mort le 17 janvier 2009 à Arpajon (Essonne), peu de semaines après la disparition de son épouse, Nicole, à laquelle il était très intimement lié.